# Masters of Formula 3 2005
De Marlboro Masters of Formula 3 2005 was de vijftiende editie van de Masters of Formula 3. De race, waarin Formule 3-teams uit verschillende Europese kampioenschappen tegen elkaar uitkomen, werd verreden op 12 juni 2005 op het Circuit Park Zandvoort.
De race werd gewonnen door Lewis Hamilton voor ASM Formule 3. Zijn teamgenoot Adrian Sutil en Manor Motorsport-coureur Lucas di Grassi maakten het podium compleet.

## Inschrijvingen
| Team                       | No | Rijder              | Chassis | Motor       | Kampioenschap        |
| -------------------------- | -- | ------------------- | ------- | ----------- | -------------------- |
| ASM Formule 3              | 1  | Lewis Hamilton      | Dallara | Mercedes    | Formule 3 Euroseries |
| ASM Formule 3              | 2  | Adrian Sutil        | Dallara | Mercedes    | Formule 3 Euroseries |
| Hitech Racing              | 3  | Marko Asmer         | Dallara | Mugen-Honda | Britse Formule 3     |
| Hitech Racing              | 4  | Álvaro Barba        | Dallara | Mugen-Honda | Spaanse Formule 3    |
| JB Motorsport              | 5  | Ferdinand Kool      | Lola    | Mugen-Honda | Recaro Formel 3 Cup  |
| JB Motorsport              | 6  | Ho-Pin Tung         | Dallara | Mugen-Honda | Recaro Formel 3 Cup  |
| JB Motorsport              | 7  | Steven Kane         | Lola    | Mugen-Honda | Britse Formule 3     |
| Fortec Motorsport          | 8  | Mike Conway         | Dallara | Opel        | Britse Formule 3     |
| Fortec Motorsport          | 9  | James Walker        | Dallara | Opel        | Britse Formule 3     |
| Fortec Motorsport          | 11 | Ronayne O'Mahony    | Dallara | Opel        | Britse Formule 3     |
| Signature-Plus             | 12 | James Rossiter      | Dallara | Opel        | Formule 3 Euroseries |
| Signature-Plus             | 15 | Loïc Duval          | Dallara | Opel        | Formule 3 Euroseries |
| Signature                  | 14 | Guillaume Moreau    | Dallara | Opel        | Formule 3 Euroseries |
| Team Midland Euroseries    | 18 | Esteban Guerrieri   | Dallara | Toyota      | Formule 3 Euroseries |
| Team Midland Euroseries    | 19 | Nico Verdonck       | Dallara | Toyota      | Formule 3 Euroseries |
| Carlin Motorsport          | 20 | Álvaro Parente      | Dallara | Mugen-Honda | Britse Formule 3     |
| Carlin Motorsport          | 21 | Christian Bakkerud  | Dallara | Mugen-Honda | Britse Formule 3     |
| Carlin Motorsport          | 22 | Keiko Ihara         | Dallara | Mugen-Honda | Britse Formule 3     |
| Carlin Motorsport          | 23 | Charlie Kimball     | Dallara | Mugen-Honda | Britse Formule 3     |
| Manor Motorsport           | 24 | Lucas di Grassi     | Dallara | Mercedes    | Formule 3 Euroseries |
| Manor Motorsport           | 25 | Paul di Resta       | Dallara | Mercedes    | Formule 3 Euroseries |
| Team Rosberg               | 26 | Giedo van der Garde | Dallara | Opel        | Formule 3 Euroseries |
| Team Rosberg               | 27 | Kohei Hirate        | Dallara | Opel        | Formule 3 Euroseries |
| HBR Motorsport             | 29 | Hannes Neuhauser    | Dallara | Mercedes    | Formule 3 Euroseries |
| HBR Motorsport             | 30 | Alejandro Núñez     | Dallara | Opel        | Formule 3 Euroseries |
| Räikkönen Robertson Racing | 32 | Bruno Senna         | Dallara | Mugen-Honda | Britse Formule 3     |
| Räikkönen Robertson Racing | 33 | Dan Clarke          | Dallara | Mugen-Honda | Britse Formule 3     |
| ASL Mücke Motorsport       | 34 | Sebastian Vettel    | Dallara | Mercedes    | Formule 3 Euroseries |
| ASL Mücke Motorsport       | 35 | Átila Abreu         | Dallara | Mercedes    | Formule 3 Euroseries |
| Ross Zwolsman              | 37 | Ross Zwolsman       | Dallara | Opel        | Formule 3 Euroseries |
| Prema Powerteam            | 38 | Franck Perera       | Dallara | Opel        | Formule 3 Euroseries |
| Prema Powerteam            | 39 | Marco Bonanomi      | Dallara | Opel        | Formule 3 Euroseries |
| Prema Powerteam            | 40 | Greg Franchi        | Dallara | Opel        | Formule 3 Euroseries |
| Menu F3 Motorsport         | 41 | Stephen Jelley      | Dallara | Opel        | Britse Formule 3     |
| T-Sport                    | 42 | Ryan Lewis          | Dallara | Mugen-Honda | Britse Formule 3     |
| AM-Holzer Rennsport        | 43 | Thomas Holzer       | Dallara | Opel        | Formule 3 Euroseries |

## Race
| Positie | Nr. | Rijder              | Team                       | Ronden | Tijd/Verschil | Grid |
| ------- | --- | ------------------- | -------------------------- | ------ | ------------- | ---- |
| 1       | 1   | Lewis Hamilton      | ASM Formule 3              | 25     | 39:28.565     | 1    |
| 2       | 2   | Adrian Sutil        | ASM Formule 3              | 25     | +6.477        | 2    |
| 3       | 24  | Lucas di Grassi     | Manor Motorsport           | 25     | +7.254        | 4    |
| 4       | 25  | Paul di Resta       | Manor Motorsport           | 25     | +8.068        | 3    |
| 5       | 27  | Kohei Hirate        | Team Rosberg               | 25     | +26.917       | 5    |
| 6       | 26  | Giedo van der Garde | Team Rosberg               | 25     | +30.950       | 8    |
| 7       | 3   | Marko Asmer         | Hitech Racing              | 25     | +31.533       | 13   |
| 8       | 38  | Franck Perera       | Prema Powerteam            | 25     | +32.156       | 6    |
| 9       | 29  | Hannes Neuhauser    | HBR Motorsport             | 25     | +33.656       | 11   |
| 10      | 15  | Loïc Duval          | Signature-Plus             | 25     | +34.582       | 9    |
| 11      | 34  | Sebastian Vettel    | ASL Mücke Motorsport       | 25     | +35.134       | 14   |
| 12      | 23  | Charlie Kimball     | Carlin Motorsport          | 25     | +35.404       | 15   |
| 13      | 8   | Mike Conway         | Fortec Motorsport          | 25     | +36.069       | 16   |
| 14      | 14  | Guillaume Moreau    | Signature                  | 25     | +36.309       | 20   |
| 15      | 35  | Átila Abreu         | ASL Mücke Motorsport       | 25     | +43.269       | 23   |
| 16      | 6   | Ho-Pin Tung         | JB Motorsport              | 25     | +50.283       | 22   |
| 17      | 37  | Ross Zwolsman       | Ross Zwolsman              | 25     | +50.875       | 25   |
| 18      | 39  | Marco Bonanomi      | Prema Powerteam            | 25     | +52.985       | 7    |
| 19      | 41  | Stephen Jelley      | Menu F3 Motorsport         | 25     | +1:02.331     | 29   |
| 20      | 19  | Nico Verdonck       | Team Midland Euroseries    | 25     | +1:07.292     | 35   |
| 21      | 40  | Greg Franchi        | Prema Powerteam            | 25     | +1:07.548     | 34   |
| 22      | 43  | Thomas Holzer       | AM-Holzer Rennsport        | 25     | +1:25.062     | 31   |
| 23      | 11  | Ronayne O'Mahony    | Fortec Motorsport          | 25     | +1:26.899     | 33   |
| 24      | 4   | Álvaro Barba        | Hitech Racing              | 24     | +1 ronde      | 30   |
| 25      | 22  | Keiko Ihara         | Carlin Motorsport          | 24     | +1 ronde      | 32   |
| DNF     | 30  | Alejandro Núñez     | HBR Motorsport             | 15     | Uitgevallen   | 24   |
| DNF     | 20  | Álvaro Parente      | Carlin Motorsport          | 12     | Uitgevallen   | 10   |
| DNF     | 21  | Christian Bakkerud  | Carlin Motorsport          | 10     | Uitgevallen   | 17   |
| DNF     | 9   | James Walker        | Fortec Motorsport          | 10     | Uitgevallen   | 19   |
| DNF     | 12  | James Rossiter      | Fortec Motorsport          | 5      | Uitgevallen   | 26   |
| DNF     | 32  | Bruno Senna         | Räikkönen Robertson Racing | 4      | Uitgevallen   | 18   |
| DNF     | 18  | Esteban Guerrieri   | Team Midland Euroseries    | 2      | Uitgevallen   | 12   |
| DNF     | 33  | Dan Clarke          | Räikkönen Robertson Racing | 2      | Uitgevallen   | 21   |
| DNF     | 42  | Ryan Lewis          | T-Sport                    | 1      | Uitgevallen   | 28   |
| DNF     | 5   | Ferdinand Kool      | JB Motorsport              | 1      | Uitgevallen   | 27   |
| DNS     | 7   | Steven Kane         | JB Motorsport              | 0      | Niet gestart  |      |

1991 · 1992 · 1993 · 1994 · 1995 · 1996 · 1997 · 1998 · 1999 · 2000 · 2001 · 2002 · 2003 · 2004 · 2005 · 2006 · 2007 · 2008 · 2009 · 2010 · 2011 · 2012 · 2013 · 2014 · 2015 · 2016
Lijst van coureurs